# Andrus Utsar
Andrus Utsar (* 20. März 1976 in Tallinn) ist ein ehemaliger estnischer Gewichtheber.
Er erreichte bei den Europameisterschaften 2001 den achten Platz in der Klasse bis 94 kg. Bei den Weltmeisterschaften im selben Jahr war er Zwölfter. 2002 schaffte er bei den Europameisterschaften den siebten Platz. Bei den Europameisterschaften 2003 wurde er Sechster im Reißen, hatte aber im Stoßen keinen gültigen Versuch. 2005 wurde er bei den Weltmeisterschaften positiv auf Stanozolol getestet und wegen Dopings für zwei Jahre gesperrt.